# Shōzō Yoshigami
Shōzō Yoshigami (吉上 昭三 ; né le 27 février 1928 et mort le 28 janvier 1996) était un universitaire japonais, professeur à l'université de Tokyo, connu pour ses traductions en japonais de la littérature polonaise. 

## Œuvres
Shōzō Yoshigami a traduit en japonais des œuvres de la littérature classique et contemporaine polonaise d'écrivains tels que Henryk Sienkiewicz, Jerzy Andrzejewski, Jerzy Broszkiewicz ou Stanisław Lem. 
Il fut en outre l'auteur d'ouvrages concernant la langue polonaise : 
- Porando-gono nyumon (Introduction à la langue polonaise), avec Kimura Shoichi ;
- Hyojun porando kaiwa (Lexique du polonais usuel) avec Henryk Lipszyc.

## Sources
- (en) Cet article est partiellement ou en totalité issu de l’article de Wikipédia en anglais intitulé « Shozo Yoshigami » (voir la liste des auteurs).